# Abdou Issoufou Amadou
Abdou Issoufou Amadou (16 de junio de 1981) es un deportista nigerino que compitió en taekwondo. Ganó una medalla de oro en el Campeonato Africano de Taekwondo de 2016 en la categoría de +87 kg.

## Palmarés internacional
| Campeonato Africano | Campeonato Africano  | Campeonato Africano | Campeonato Africano |
| Año                 | Lugar                | Medalla             | Categoría           |
| ------------------- | -------------------- | ------------------- | ------------------- |
| 2016                | Puerto Saíd (Egipto) | Medalla de oro      | +87 kg              |